# کبک‌های گرمسیری
کبک‌های گرمسیری (نام علمی: Tropicoperdix) یک سرده با دو گونه از پرندگان از خانواده قرقاولان (Phasianidae) است. اگرچه در گذشته در زیرخانواده کبکیان رده‌بندی می‌شد، شواهد تبارشناختی پشتیبانی می‌کند از اینکه تنها سرده از زیرتبار کبک‌گرمسیری‌تباریان (به لاتین: Tropicoperdicina) است و بیشترین اعضای پایه‌ای تبار طاووس‌تباران است که همچنین دربردارندۀ طاووس‌ها و آرگوس‌های بسیار بزرگتر و با رنگ روشن‌تر است. اعضای این سرده را می‌توان به عنوان کبک جنگلی آفریقایی نیز نامید.

## گونه‌ها
- کبک گردن‌بندبلوطی، Tropicoperdix charltonii
- کبک پاسبز، Tropicoperdix chloropus